# Psychotria orosiana
Psychotria orosiana är en måreväxtart som beskrevs av Paul Carpenter Standley. Psychotria orosiana ingår i släktet Psychotria och familjen måreväxter. Inga underarter finns listade i Catalogue of Life.